# SC Alemannia 06 Haselhorst
SC Alemannia 06 Haselhorst is een Duitse voetbalclub uit het Berlijnse stadsdeel Haselhorst. De club speelde twee seizoenen in de hoogste klasse.

## Geschiedenis
De club werd opgericht op 6 mei 1906 als Haselhorster TuFC Alemannia 06 . De club trad in de schijnwerpers in de jaren twintig toen de club promoveerde naar de hoogste klasse van de Brandenburgse voetbalbond in 1925. Na één seizoen moest de club echter als laatste een stapje terugzetten. In 1927 werd de huidige naam aangenomen. Een tweede promotie kwam er in 1928 en deze keer liet de club SC Charlottenburg achter zich, maar degradeerde evenzeer. Hierna zakte de club weg in de anonimiteit van de lagere reeksen.